# 5519 Lellouch
5519 Lellouch eller 1990 QB4 är en asteroid i huvudbältet som upptäcktes den 23 augusti 1990 av den amerikanske astronomen Henry E. Holt vid Palomarobservatoriet. Den är uppkallad efter den franska astronomen Emmanuel Lellouch.
Asteroiden har en diameter på ungefär 19 kilometer.